# Dalima variaria
Dalima variaria är en fjärilsart som beskrevs av John Henry Leech 1897. Dalima variaria ingår i släktet Dalima och familjen mätare. Inga underarter finns listade i Catalogue of Life.